# Gianluca Petrachi
Gianluca Petrachi (Lecce, 14 gennaio 1969) è un dirigente sportivo ed ex calciatore italiano, di ruolo centrocampista.

## Biografia
È il figlio di Bruno Petrachi, noto cantante leccese autore di vari inni dell'Unione Sportiva Lecce.

## Carriera

### Calciatore
Calcisticamente cresciuto nel settore giovanile del Lecce, esordisce in prima squadra nella massima serie durante la stagione 1985-1986 allenato da Eugenio Fascetti e in seguito da Carlo Mazzone; negli anni successivi gioca in alcuni club delle serie inferiori italiane, tra i quali si ricordano Taranto e Arezzo. Dopo una stagione in Serie B al Venezia, viene acquistato dal Torino, approdando finalmente in Serie A; tuttavia, la sua esperienza in granata dura soltanto sei mesi poiché viene ceduto sùbito al Palermo.
Fa ritorno in Serie A nel 1995, alla Cremonese, e successivamente al Perugia; l'esperienza umbra è inframmezzata dalla militanza nella seconda divisione inglese tra le file del Nottingham Forest.
Chiude la sua carriera da calciatore nel 2003, con una breve parentesi al Taranto.

### Dirigente
Nel 2006 -2007 è direttore tecnico e nella  stagione 2007-2008 è direttore sportivo del Pisa in Serie B; sotto la guida tecnica di Gian Piero Ventura, la squadra compete per la promozione in Serie A, sfumata nelle semifinali dei play-off contro il Lecce. Al termine dell'annata rassegna le sue dimissioni.
Nel 2009 è un dirigente del club e dal 6 gennaio 2010 sostituisce il dimissionario Rino Foschi come direttore sportivo del Torino; durante la sua gestione, i granata conseguono buoni piazzamenti in campionato e due qualificazioni alla UEFA Europa League. Al termine della stagione 2018-2019 rassegna le sue dimissioni.
Nella stagione 2019-2020 è direttore sportivo della Roma; al termine dell'annata viene sospeso dall'incarico e sostituito da Morgan De Sanctis, nonché successivamente licenziato per giusta causa. Dopo aver intentato una querela verso il club capitolino, inizialmente accolta dal tribunale, nel 2023 l'esito viene ribaltato in appello e Petrarchi è costretto a restituire cinque milioni di euro a Daniel Friedkin.
Il 14 giugno 2024 viene nominato nuovo direttore sportivo della Salernitana. Il 3 gennaio 2025 viene ufficialmente sollevato dall'incarico.

## Statistiche
| Stagione        | Squadra           | Campionato      | Campionato | Campionato | Coppe nazionali | Coppe nazionali | Coppe nazionali | Totale | Totale |
| Stagione        | Squadra           | Comp            | Pres       | Reti       | Comp            | Pres            | Reti            | Pres   | Reti   |
| --------------- | ----------------- | --------------- | ---------- | ---------- | --------------- | --------------- | --------------- | ------ | ------ |
| 1987-1988       | Lecce             | B               | 5          | 0          | CI              | ?               | ?               | ?      | ?      |
| 1988-1989       | Nola              | C2              | 29         | 1          | CIC             | ?               | ?               | ?      | ?      |
| 1989-1990       | Taranto           | C1              | 0          | 0          | CIC             | ?               | ?               | ?      | ?      |
| 1990-1991       | Arezzo            | C2              | 19         | 1          | CIC             | ?               | ?               | ?      | ?      |
| 1991-1992       | Fidelis Andria    | C1              | 32         | 5          | CIC             | ?               | ?               | ?      | ?      |
| 1992-1993       | Fidelis Andria    | B               | 33         | 4          | CI              | ?               | ?               | ?      | ?      |
| 1993-gen. 1994  | Venezia           | B               | 34         | 6          | CI              | ?               | ?               | ?      | ?      |
| gen.-giu. 1994  | Torino            | A               | 1          | 0          | CI              | ?               | ?               | ?      | ?      |
| 1994-1995       | Palermo           | B               | 27         | 2          | CI              | ?               | ?               | ?      | ?      |
| 1995-1996       | Cremonese         | A               | 26         | 0          | CI              | 0               | 0               | 26     | 0      |
| 1996-1997       | Cremonese         | B               | 18         | 1          | CI              | ?               | ?               | ?      | ?      |
| 1997-1998       | Ancona            | B               | 28         | 5          | CI              | ?               | ?               | ?      | ?      |
| 1998-1999       | Perugia           | A               | 27         | 5          | CI              | ?               | ?               | ?      | ?      |
| 1999-2000       | Nottingham Forest | SD              | 13         | 0          | FA              | ?               | ?               | ?      | ?      |
| 2000-2001       | Perugia           | A               | 5          | 0          | CI              | ?               | ?               | ?      | ?      |
| 2001-2002       | Taranto           | C1              | 21         | 4          | CIC             | ?               | ?               | ?      | ?      |
| Totale carriera | Totale carriera   | Totale carriera | 318        | 34         |                 | ?               | ?               | ?      | ?      |

## Palmarès
- Serie C1: 1

Taranto: 1990